# Frank Mentzer
Jacob Franklin Mentzer III (2 novembre 1950) è uno scrittore e autore di giochi statunitense, famoso per il materiale riguardante le prime edizioni del gioco di ruolo fantasy Dungeons & Dragons.

## Biografia
È stato musicista folk dal 1968 al 1975, esibendosi anche alla Casa Bianca durante l'amministrazione del Presidente degli Stati Uniti Richard Nixon. Ha presenziato alla più grande asta mondiale di giochi da tavolo che si tiene alla convention Gen Con fin dal 1983, ed è un esperto e grande collezionatore di giochi da tavolo di gruppo e giochi di ruolo.
Mentzer è stato dipendente della Tactical Studies Rules (TSR) nelle prime fasi di vita della compagnia, dal 1980 al 1986. Nel 1981 ha fondato la Role-Playing Game Association (RPGA). Fra le mansioni svolte alla TSR c'è quella di Consulente Creativo per il Presidente del Consiglio di Amministrazione, Gary Gygax.
I suoi lavori sono stati tradotti in almeno undici lingue, e i suoi Boxed Set pubblicati tra il 1983 e il 1986 hanno venduto milioni di copie in tutto il mondo.
Attualmente, J. Franklin Mentzer risiede a Minocqua, nel Wisconsin, dov'è dirigente di un panificio chiamato "The Baker's House"; ha dichiarato che in realtà è sua moglie Debbie (nata Schaeve, di Rockford, Illinois) che fa la maggior parte del lavoro.

## Pubblicazioni

### Dungeons & Dragons
- Manuali che costituiscono il regolamento di D&D Quarta Versione, parte dei quali tradotti anche in italiano: Regole Base: Set 1 (1983, meglio conosciuta come "scatola rossa"), Regole Expert: Set 2 ("scatola blu"), Regole Companion: Set 3 (1984, "scatola verde"), Regole Master: Set 4 (1985, "scatola nera"), Immortal Rules (1986, "scatola oro", inedita in Italia).
- Modulo d'avventura T1-4 The Temple of Elemental Evil (TSR, 1985), per AD&D Prima Edizione, di cui è coautore assieme a Gary Gygax.
- Modulo accessorio AC4 The Book of Marvelous Magic (TSR, 1985), per D&D Quarta Versione, coautore con Gary Gygax.
- L'intera serie di moduli RPGA basata sulla propria campagna personale di D&D, "Aquaria" (codici da R1 a R10), per AD&D Prima Edizione, utilizzati nel torneo ufficiale della Gen Con. La "serie R" fu originariamente sviluppata con l'intenzione di farne il boxed set "Aqua-Oerdian" che avrebbe costituito un'espansione dell'ambientazione Mondo di Greyhawk, ma l'idea fu accantonata dopo che Gygax lasciò la TSR nel 1985.
- Modulo I11 Needle (TSR, 1987), per AD&D Prima Edizione. Archiviato il 16 settembre 2004 in Internet Archive.
- Modulo I12 Egg of the Phoenix (TSR, 1989), per AD&D Prima Edizione, coautore con Paul Jacquays, una revisione dei moduli R1-R4 (To the Aid of Falx, Investigation of Hydell, The Egg of the Phoenix, Doc's Island).
- Modulo IM1 The Immortal Storm (TSR, 1986), per D&D Quarta Versione serie Immortal.

### Altre pubblicazioni
- Modulo 2001: A Space Odyssey (basato sull'opera di Arthur C. Clarke) per il gioco della TSR Star Frontiers.
- The Game Buyers' Price Guide 1986 (con il contributo di vari editori), che elenca i vari giochi da tavolo e i loro prezzi (ovviamente riferiti al momento della pubblicazione; ulteriori edizioni annuali furono messe in cantiere ma mai prodotte).
- Materiale per il gioco di ruolo di Gary Gygax Fantasy Master e per il gioco di ruolo Cyborg Commando, pubblicati dalla New Infinities Productions, Inc. (NIPI), sviluppato insieme a Gygax e Kim Mohan.

Mentzer ha lasciato l'industria ludica dopo il crollo definitivo della NIPI di Gygax. Le sue pubblicazioni successive includono:
- Cooking Without Fire (1992), di Paul Kamikawa con i disegni dell'artista della TSR Steve Sullivan; Mentzer è menzionato come coautore ed editore.
- Trust at the Gaming Table (Grey Ghost Press[2], 2003), un saggio presente nel vincitore 2002 del Premio Origins (categoria Best Game Aid Or Accessory) Gamemastering Secrets di cui è stato progettista.